# 拉科維察鄉 (錫比烏縣)

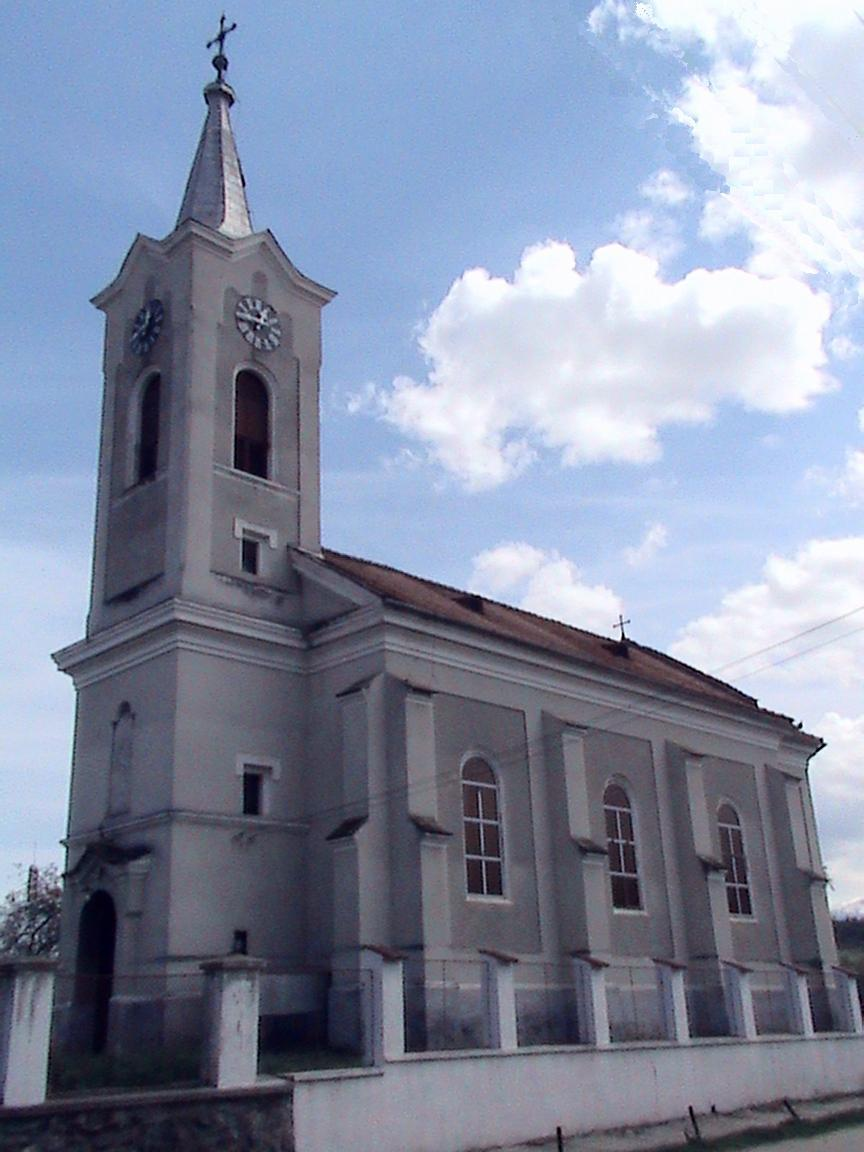

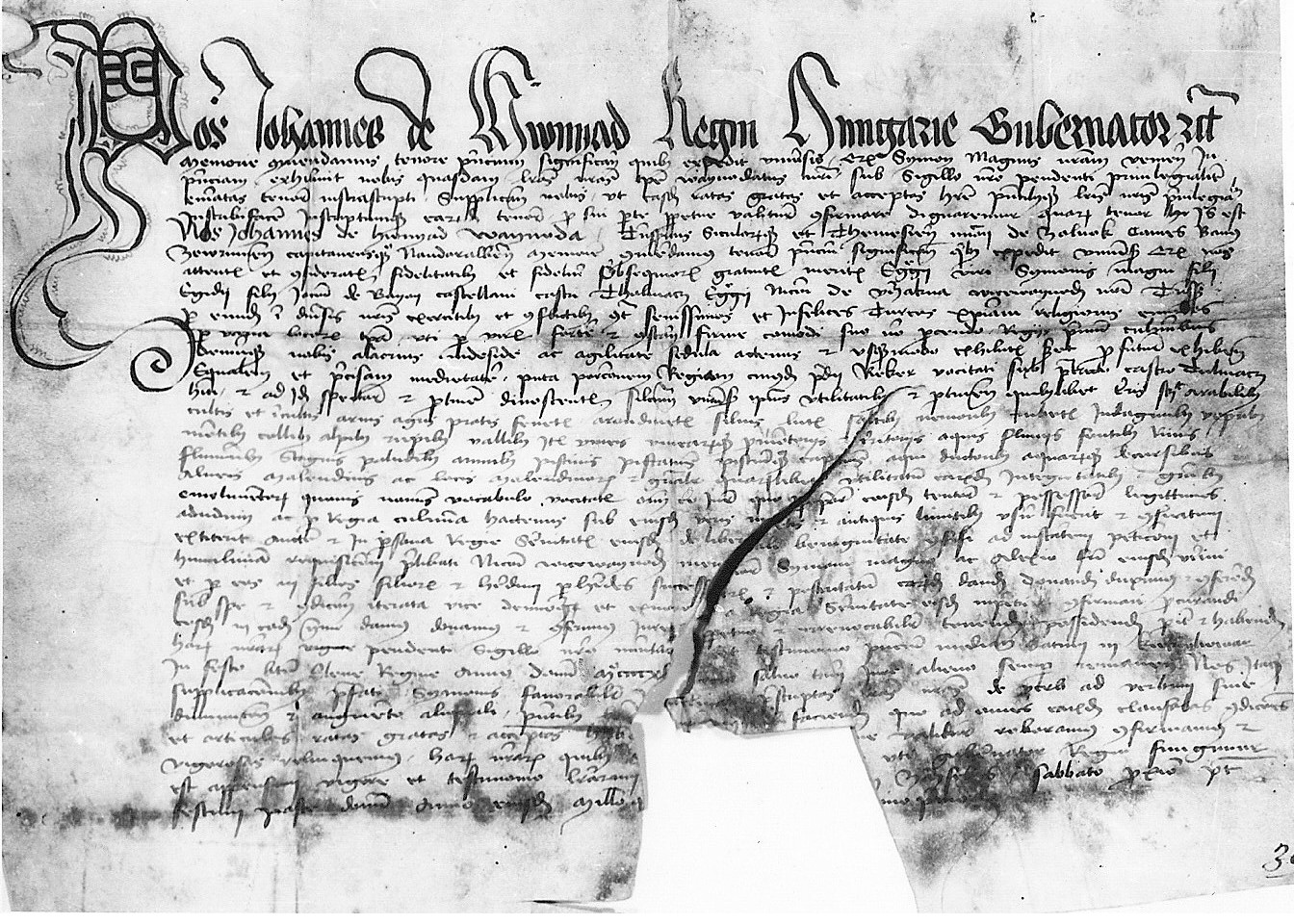

45°40′45″N 24°20′38″E / 45.67917°N 24.34389°E
拉科維察鄉（羅馬尼亞語：Comuna Racovița, Sibiu），是羅馬尼亞的鄉份，位於該國中部，由錫比烏縣負責管轄，面積22平方公里，海拔高度462米，2007年人口2,974，人口密度每平方公里138人。